# Kim Kuk-hyang (Wasserspringerin)
Kim Kuk-hyang (* 4. April 1999) ist eine nordkoreanische Wasserspringerin, die im Einzel- und Synchronspringen vom 10-Meter-Turm antritt.

## Werdegang
Kim Kuk-hyang nahm 2015 im Alter von 16 Jahren zum ersten Mal an den Weltmeisterschaften teil, wo sie bei ihrem Debüt zunächst gemeinsam mit Hyon Il-myong den vierten Platz im Mixed-Synchronspringen vom Turm belegte. Wenige Tage später gewann sie bei ihrem ersten Einzelstart bei einem Großereignis Gold vom 10-Meter-Turm und setzte sich dabei gegen Ren Qian und Pandelela Rinong Pamg durch. Für ihren abschließenden Sprung erhielt sie dabei von zwei Kampfrichtern die Höchstnote 10,0. Der Sieg war die erste Goldmedaille für Nordkorea bei Schwimmweltmeisterschaften in der Geschichte und bedeutete für Kim Kuk-hyang zugleich die Qualifikation für die Olympischen Spiele 2016 in Rio de Janeiro.